# Вінцензо Лорензоні
Вінцензо Лорензоні (італ. Vincenzo Lorenzoni; Борго-Маджоре, 11 листопада 1583 – місто Сан-Марино, 27 жовтня 1664) — нотаріус і державний діяч Сан-Марино  XVII сторіччя.

## Політична діяльність
Нащадок давнього роду Борго з Сан-Марино, він п'ять разів обирався капітаном-регентом, верховним магістратом республіки Сан-Марино: у квітні 1646, 1651, 1656, 1660 та 1664 років.